# Chronostratigrafie
Chronostratigrafie (z řec. χρόνος chrónos = čas a lat. stratum = vrstva) je subdisciplínou geologické stratigrafie. Rozděluje horninová tělesa podle stáří jejich vzniku. Základní jednotka v hierarchickém systému chronostratigrafie je stupeň (viz rámeček). Je to nejmenší jednotka, která se používá v celosvětovém měřítku.

## Definice
Na rozdíl od geochronologie, což je abstraktní uspořádání času, je chronostratigrafie spojena s fyzickými horninami. Každá geochronologická jednotka má odpovídající chronostratigrafickou jednotku. Pozice chronostratigrafických jednotek v hierarchické stupnici je vždy vyjádřena vztahem spodní / vrchní podle vrstevnatosti horninových těles. Ve vrstevním sledu jsou horní vrstvy mladší než vrstvy pod nimi. Takto je útvar karbon rozdělen na dvě oddělení spodní karbon a svrchní karbon, útvar jura je rozdělen na spodní, střední a svrchní.

## Historický vývoj

### Lokální – litostratigrafie
V rámci stratigrafie je chronostratigrafie ve své čisté podobě relativně mladou disciplínou. Nejstarší forma stratigrafické struktury byla zavedena v roce 1669, když Nicolaus Steno objevil princip superpozice. Platilo kritérium, podle kterého byla horninová tělesa vymezována svisle, tedy že horní vrstvy jsou vždy mladší než vrstvy pod nimi. Nicméně tento litostratigrafický přístup k vrstevnatosti horninových těles se ukázal jako neplatný všude tam, kde se sled vrstev, zaznamenaný na jednom místě jako referenční, lišil v regionálně odlehlých oblastech ve více horninových jednotkách.

### Nadregionální – biostratigrafie

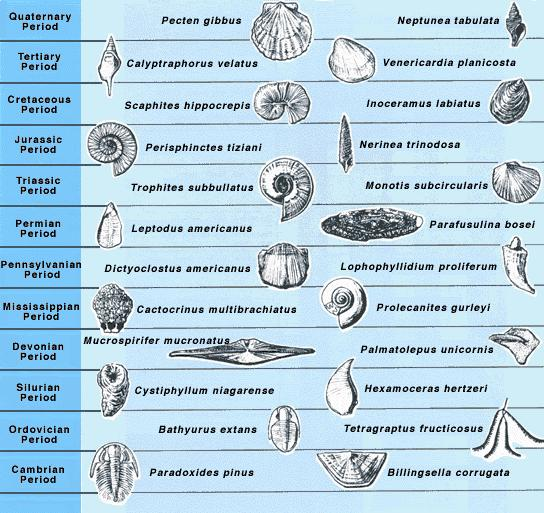
Vůdčí fosilie umožňují zařazení hornin do chronostratigrafických jednotek

Na začátku 19. století William Smith objevil stabilitu horizontu a konstantní vertikální posloupnost fosilií nebo jejich socializací, totiž že některé fosilie byly nalezeny pouze v určitých vrstvách. S tímto zjištěním dokázali on a další geologové srovnávat daleko od sebe vzdálené vrstvy hornin kvůli jejich podobným znakům, to znamená, přiřadit je stratigraficky ke stejné úrovni na geologické časové stupnici. Stratigraficky je použil ke srovnávání souběžného vývoje vzdálených, litologicky odlišných hornin. Tato metoda, dnes nazývaná biostratigrafie, se prosadila v první polovině 19. století a v mnoha případech vedla k nadregionální definici dříve lokálních stratigrafických jednotek. Na základě toho Leopold von Buch a další dokázali formulovat princip vůdčí zkameněliny.

### Problémy při globálním členění
Až do poloviny 20. století se tvořila další zdokonalení. K dispozici již bylo tolik místních údajů, že byl umožněn globální pohled na situaci. Hodnocení však byla obtížná, protože neexistovala žádná celosvětově jednotná homogenní struktura, založená na relativním čase usazování hornin. Kromě toho se lišily i koncepce. Hranice byly totiž definované zčásti litostratigraficky a zčásti biostratigraficky.
Nevole s touto situaci byla formulována například v roce 1948 během 18. Mezinárodního geologického kongresu v Londýně ohledně hranice pliocén / pleistocén. V roce 1960 doporučil 21. Mezinárodní geologický kongres v Kodani vybrat pro tuto hranici nějaký profil. Důsledkem toho bylo založení Mezinárodní unie geologických věd (IUGS) v roce 1961 v Paříži. IUGS byl pověřen tím, aby přesněji definoval terminologii stratigrafických disciplín a aby také vytvořil mezinárodně jednotné rozčlenění horninových struktur a dějin Země.

### „Nová stratigrafie“ IUGS

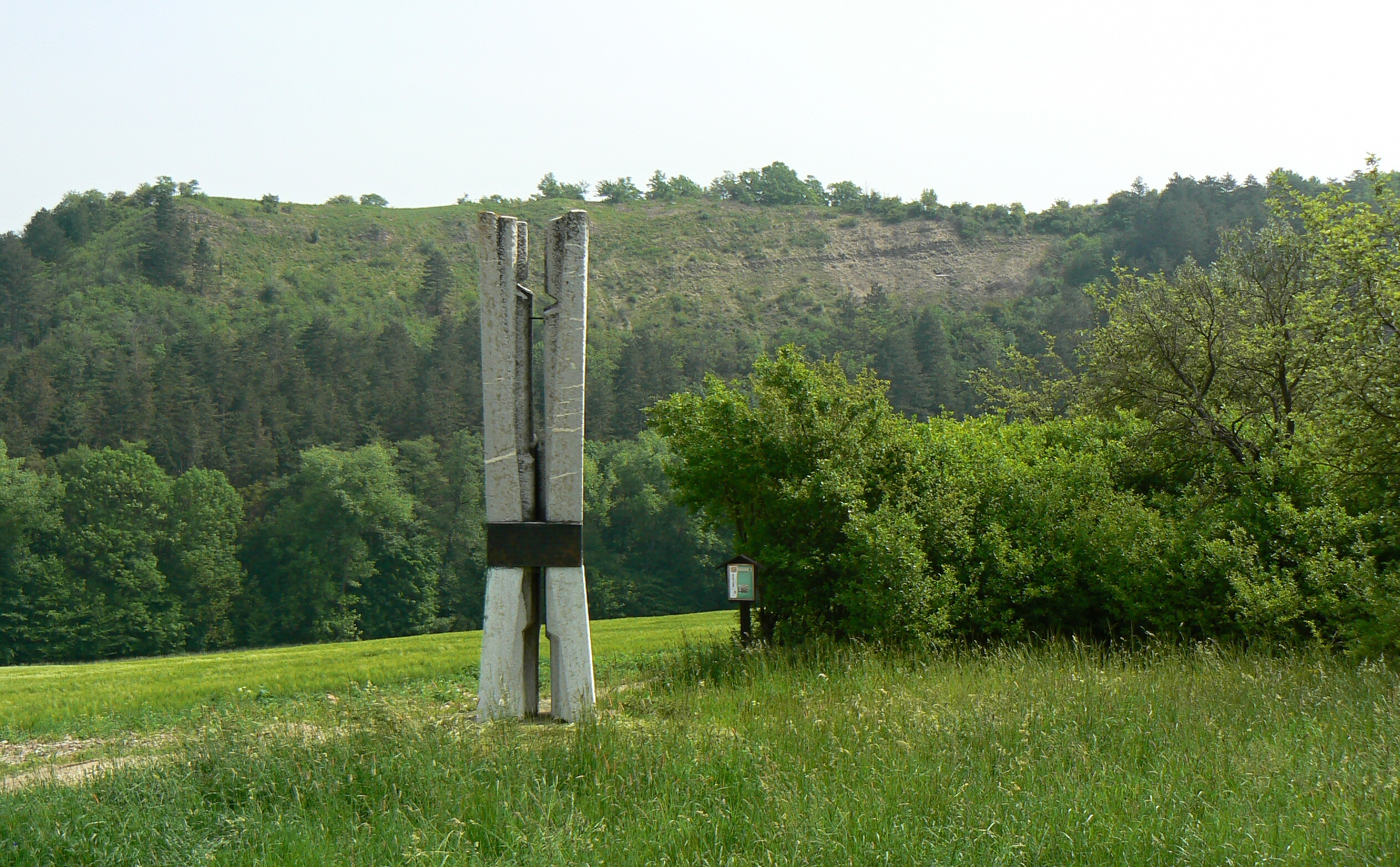
Klonk u Suchomast. Památník prvního mezinárodního stratotypu na světě.

První chronostratigrafická hranice definovaná IUGS byla hranice silur / devon. Současně byla zavedena zásada pro stanovení chronostratigrafických hranic a to prostřednictvím referenčního profilu a referenčního bodu (metoda GSSP). Zkušenosti získané z tohoto postupu byly dokumentovány v prvním vydání Mezinárodního stratigrafického průvodce z roku 1976.
Ve srovnání s pouhým popisem určitých vlastností byl nový postup objektivnější, protože odkazuje na neměnná a neinterpretovatelná fakta, referenční profil a referenční bod. Subjektivní pak zůstává jen jejich přenos na výskyty mimo referenční profil. Tato paralelizace je možná pouze za pomoci jiných oborů (např. biostratigrafie nebo eventstratigrafie).
Pokroky ve vědě a rozvoj nových technik dnes umožňují stále přesnější identifikaci hranic v jiných výchozech. Značná část hornin fanerozoika již byla rozčleněna podle principů "nové stratigrafie".

## Chronozona
Je to soubor hornin vzniklý kdekoliv na světě v daném časovém intervalu, který odpovídá jiné formální stratigrafické jednotce. Například v biostratigrafii definovaná biozona, se v biochronozoně uvádí stejným vlastním jménem. Tato chronozona pak obsahuje všechny sedimentární horniny, které se usazovaly v období biozóny. Totéž platí pro jednotky litostratigrafické, magnetostratigrafické apod. Chronozona je jednotka nezávislá na chronostratigrafické hierarchii (eonotém, eratém, útvar, oddělení a stupeň) a jako svůj geochronologický ekvivalent má jednotku chron.

## Chronostratigrafie versus geochronologie
Přísné rozlišování mezi chronostratigrafií a geochronologií je často obtížné i pro specialisty. Kdy je karbon systém a kdy je to perioda? Kdy je mezozoikum éra a kdy je to eratém? Smysl přece má používat stejné názvy při označování horninových jednotek a jim odpovídajících časových období. Rozčlenění do souvislé časové osy je jednoduchý koncept, který také intuitivně využívají laici při debatách o členění geologických vrstev – starší horninová tělesa nebo vrstvy jsou níže, mladší nad nimi.